# Saouga
Saouga ist ein Ort in Burkina Faso, der innerhalb des Departments Gorom-Gorom an der Verbindungsstraße zwischen Dori und Gorom-Gorom am Fuße eines Dünenzuges liegt. Nördlich von Saouga fließt der Gorouol parallel zur Düne von Westen nach Osten. Saouga hat etwa 3200 Einwohner. In der Nähe gibt es Ausgrabungsstätten von eisenzeitlichen Siedlungsplätzen.